# 서바이버 (영화)
《서바이버》(영어: Survivor) 혹은 스파이 서바이버는 2015년에 공개된 액션 첩보 스릴러 영화이다. 제임스 맥티그가 연출하고, 밀라 요보비치, 피어스 브로스넌, 딜런 맥더멋, 로버트 포스터, 앤절라 배싯, 로저 리스, 제임스 다시, 프랜시스 데라투어 등이 출연하였다.

## 줄거리
케이트는 런던 주영국 미국 대사관에서 근무 중인 외교 보안 기관 요원이다. 어느 날 상사 빌의 생일 파티에서 폭탄이 터지면서 출입국 사증 팀원 대다수가 사망한다.
한편 빌은 군인 아들 조니가 중동에서 이슬람 테러리스트에게 붙잡히면서 아들 목숨을 담보로 협박을 받아 특정 사증 신청자들에게 무단 허가를 내주고 있었다. 빌은 사증 허가에 간섭을 하고 뒷조사를 하며 자신을 방해해온 케이트를 급습하고, 케이트는 자기 방어로 빌을 죽이고 만다. 곧 케이트는 빌의 죄까지 뒤집어쓰면서 대사관 공격 유력 용의자로 몰린다.
크로뮴 흔적이 있는 이 폭발의 진범은 "워치메이커"(→시계제조공)로, 케이트는 그가 새해 전야에 뉴욕 타임스 스퀘어에서 또 폭탄을 터트릴 계획을 세웠다는 걸 알아낸다. 워치메이커는 타임스 스퀘어 볼 안을 폭발성 가스로 채우고 슈타이어 HS.50로 소이탄을 쏴서 점화시킬 생각이다. 케이트는 대사관에 숨어들어 가짜 사증을 만들고 뉴욕으로 향한다.

## 출연
- 밀라 요보비치 - 캐서린 "케이트" 애벗 역
- 피어스 브로스넌 - 내시 "워치메이커" 역
- 앤절라 배싯 - 모린 크레인, 주영국 미국 대사 역
- 딜런 맥더멋 - 샘 파커 역
- 프랜시스 데라투어 - 샐리 역
- 로버트 포스터 - 빌 탤벗 역
- 로저 리스 - 에밀 발란 박사 역
- 베노 퓌르만 - 파블루, 사업가 역
- 제임스 다시 - 폴 앤더슨 조사관 역
- 제너비브 오라일리 - 리사 카 역
- 레게이장 페이지 - 동료 역
- 앤토니아 토머스 - 동료 역
- 징 루시 - 동료 역
- 숀 틸 - 동료 역
- 소니아 캐시디 - 헬렌, 앤더슨의 오른팔 역

## 기타 제작진
- 공동 제작: 알렉산더 오닐
- 배역: 일레인 그레인저
- 의상: 스테퍼니 콜리